# 사우체돌크스
사우체돌크스(Sauze d'Oulx)는 토리노 광역시, 피에몬테주 (이탈리아 북부)에 있는 도시이자 코무네로, 토리노에서 80 km (50 마일) 떨어진 수사 계곡에 위치하며 몬테 제네브리스(Monte Genevris, 2,536 m or 8,320 피트) 기슭에 있다.
이곳은 2006년 동계 올림픽의 프리스타일 스키 종목 경기장이었다. 프랑스의 프라젤라토, 세스트리에레, 클라비에레, 체사나 토리네세, 산 시카리오, 몽제네브르 마을과 함께 비아 라테아(은하수) 스키 지역을 이룬다.
19세기 초부터 사우체돌크스는 토리노 귀족들의 휴양지였으며, 유명한 겨울 휴양지인 스포르티니아와 함께 자연적이고 접근하기 쉬운 위치 덕분에 여전히 스키 애호가들의 사랑을 받고 있다.

## 역사

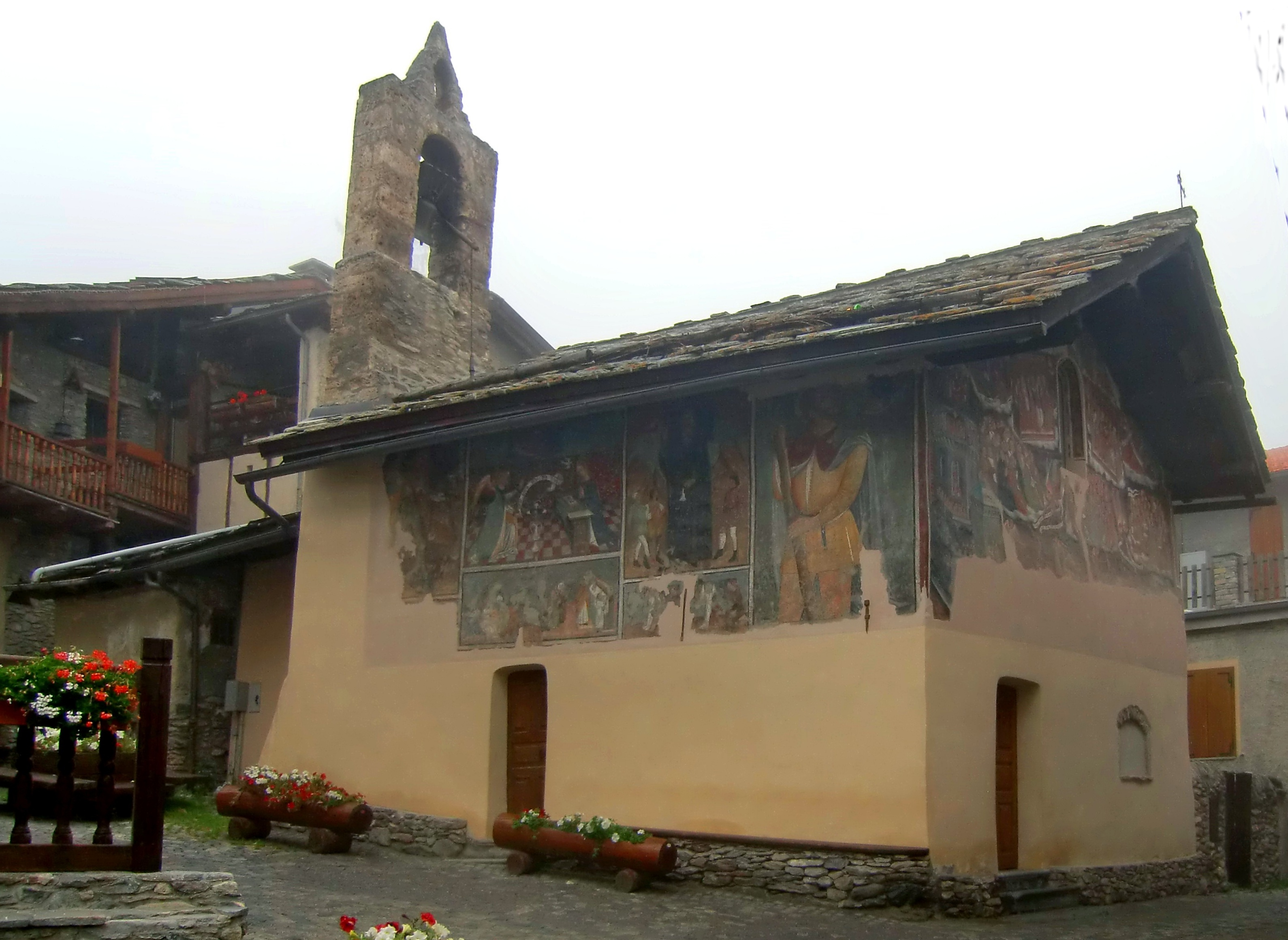
주방세의 성 안토니오 아바테 예배당

고고학적 발견은 고대 로마 이전 시대에 켈트족 정착지가 있었음을 증명했다. 서로마 제국이 멸망한 후, 중세에는 노발레사 수도원 소유였다가 나중에는 울크스의 수석 사제가 소유했다. 1000년부터 도피네와 에스카르통 공화국(1343년까지)의 일부였으며, 위트레흐트 조약(1713년)으로 프랑스는 이를 사보이아가에 넘겼다. 1747년에는 프랑스와 사보이아의 사르데냐 왕국 간의 아시에타 전투가 이곳에서 벌어졌다.
파시즘 시대였던 1928년에는 "사우체"의 어원적 해석이 "salice"(이탈리아어로 버드나무속)라는 이유로 외국어 단어가 금지됨에 따라 이름이 살리체둘치오(Salice d'Ulzio)로 변경되었다. 제2차 세계 대전 이후, 이 도시는 자치 코무네가 되었고 이전 이름이 복원되었다.